# Jordan Ayew
Jordan Pierre Ayew (* 11. September 1991 in Marseille, Frankreich) ist ein ghanaischer Fußballspieler. Der Stürmer spielt für Leicester City und ist in der ghanaischen Nationalmannschaft aktiv.

## Karriere

### Verein
Jordan Ayew wurde 1991 in Marseille geboren, da sein Vater Abédi Pelé zu diesem Zeitpunkt bei Olympique Marseille unter Vertrag stand. Ayew selbst begann seine Karriere 2000 bei Lyon la Duchere. 2006 wechselte er in die Jugendabteilung von Olympique Marseille, wo er seit 2009 zum Profikader gehört. Am 16. Dezember 2009 gab er sein Ligadebüt in der Ligue 1 und traf beim 2:1-Sieg gegen den FC Lorient zum zwischenzeitlichen 1:1. Am Ende der Saison kam er auf vier Einsätze und konnte mit dem Verein die Meisterschaft feiern.
In der Saison 2013/14 wurde Ayew an den Ligakonkurrenten FC Sochaux verliehen.
Zur Saison 2014/15 wechselte er zum FC Lorient.
Nach nur einem Jahr bei Lorient wurde er für eine Ablösesumme von 12 Millionen Euro vom englischen Verein Aston Villa aus der Premier League verpflichtet und unterschrieb dort einen Fünf-Jahres-Vertrag. Mit Aston Villa stieg er 2016 aus der Premier League ab. Ende Januar 2017 wechselte Ayew zum in der englischen Premier League spielenden walischen Verein Swansea City, bei dem er einen Vertrag bis zum Ende der Saison 2019/20 unterschrieb. Im Rest der Saison 2016/17 kam er dort auf 14 von 16 möglichen Ligaspielen, bei denen er ein Tor schoss. In der nächsten Saison waren es 36 von 38 möglichen Ligaspielen mit sieben geschossenen Toren sowie fünf Spiele im Pokal und drei im Ligapokal, bei denen er jeweils zwei Tore schoss. Zum Ende dieser Saison stief Swansea City in die EFL Championship ab.
Ayew wurde darauf Mitte August 2018 für die Saison 2018/19 an Crystal Palace ausgeliehen und verblieb so in der Premier League. Er bestritt 20 von 38 möglichen Ligaspielen für Crystal, in denen ein Tor schoss, sowie drei Pokalspiele mit ebenfalls einem Tor und zwei Spiele im Ligapokal. Nachdem er nach der Saison zunächst zu Swansea zurückgekehrt war, wechselte er Ende Juli 2019 endgültig zu Crystal und unterschrieb dort einen Vertrag mit einer Laufzeit von drei Jahren. In der Saison 2019/20 kam er auf 37 von 38 möglichen Ligaspielen mit einem Tor sowie je einem Spiel im Pokal und Ligapokal.
In der nächsten Saison waren es 33 von 38 möglichen Ligaspielen mit wiederum einem Tor und erneut ein Spiel im Pokal und Ligapokal. In der Saison 2021/22 wurde er bei 31 von 38 möglichen Ligaspielen eingesetzt, in denen er drei Tore schoss, sowie zwei Spielen im Pokal und einem Spiel im Ligapokal. Zum Ende dieser Saison wurde sein Vertrag Mitte Juni 2022 um ein Jahr verlängert.
In der nächsten Saison 2022/23 bestritt er alle 38 möglichen Ligaspielen, in denen er vier Tore schoss, sowie ein Pokalspiel und zwei Spiele im Ligapokal. Bereits Mitte April 2023 wurde sein Vertrag erneut, diesmal bis zum Ende der Saison 2023/24 verlängert.
Ayew wurde in der Saison 2023/24 bei 35 von 38 möglichen Ligaspielen eingesetzt, bei denen er vier Tore schoss, sowie zwei Spielen im Ligapokal. Dabei erfolgte eine weitere Vertragsverlängerung Anfang November 2023 bis zum Ende der Saison 2024/25.
Mitte August 2024 wechselte Ayew, nachdem er das erste Ligaspiel der neuen Saison noch für Crystal bestritten hatte, zum Aufsteiger in die Premier League Leicester City, wo er einen Vertrag mit einer Laufzeit von zwei Jahren unterschrieb.

### Nationalmannschaft

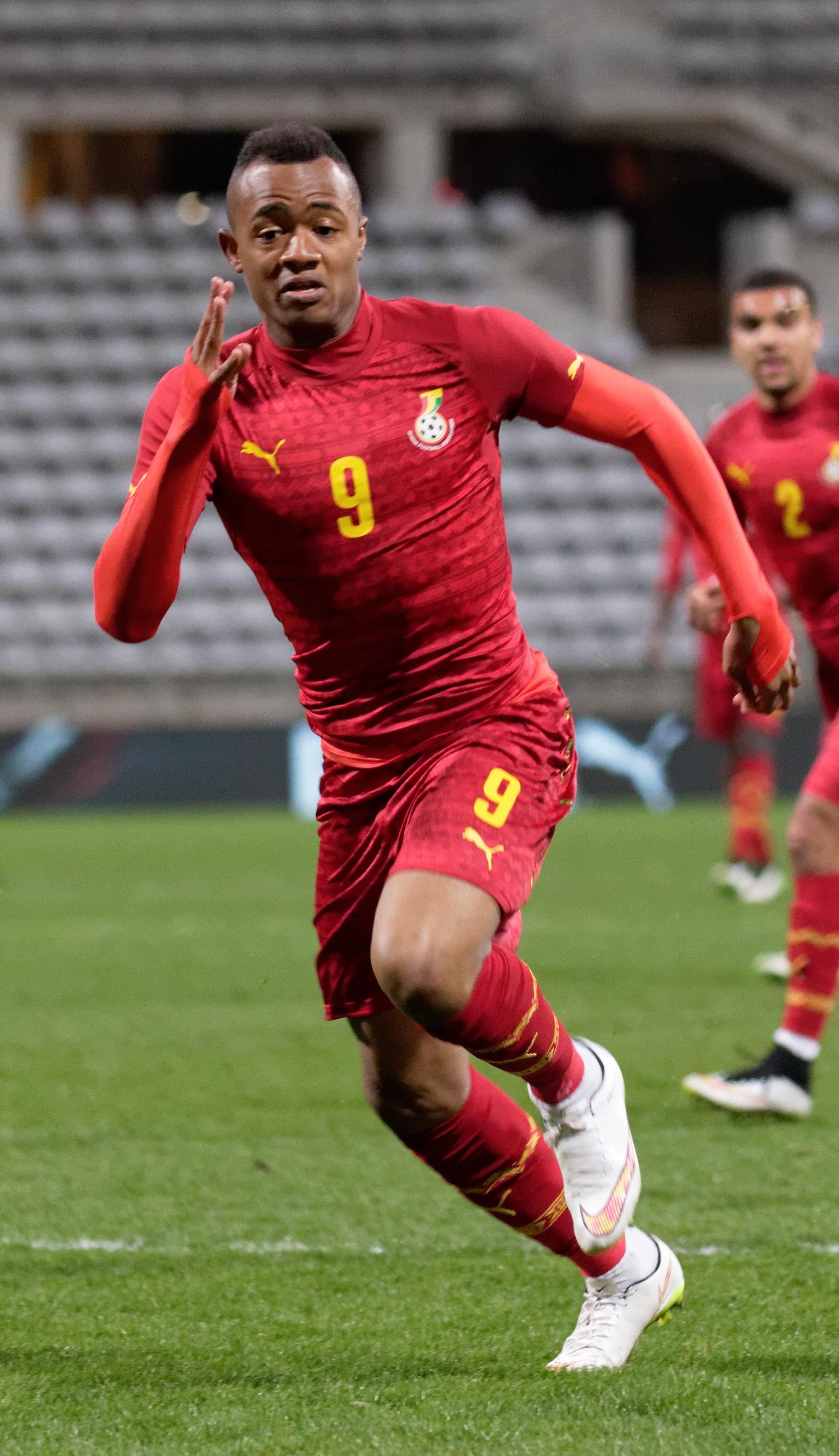
Ayew in der ghanaischen Nationalmannschaft (2015)

Ayew spielt seit 2010 für die ghanaische Nationalmannschaft. Am 9. Juni 2014 erzielte er im Testspiel gegen Südkorea drei Tore. 2014 wurde er für die Weltmeisterschaft in Brasilien für den ghanaischen Kader nominiert und wurde dort in allen drei Gruppenspielen eingesetzt.
Er gehörte zum ghanischen Kader beim Afrika-Cup 2015 und erreichte dort das Finale, was im Elfmeterschießen gegen die Elfenbeinküste verloren wurde. Ebenso nahm er an der Austragung 2017 teil, wo das Spiel um Platz 3 gegen Burkina Faso verloren wurde. 2019 war bereits im Achtelfinale gegen Tunesien im Elfmeterschießen Schluss. Beim Afrika-Cup 2022 schied die ghanische Nationalmannschaft bereits nach den drei Gruppenspielen aus. Auch gehörte Away zum ghanischen Kader bei der Weltmeisterschaft im gleichen Jahr in Katar. Auch hier schied er nach den drei Gruppenspielen aus.

## Privates
Ayew ist der Sohn von Abédi Pelé. Sein Vater, seine Onkel Kwame und Sola sowie seine Brüder André und Ibrahim sind alle aktuelle oder ehemalige Profifußballer. Er ist praktizierender Muslim.

## Titel und Erfolge
- Französischer Meister: 2010
- Französischer Ligapokalsieger: 2011
- Französischer Fußball-Supercup: 2011